# Eurata halena
Eurata halena là một loài bướm đêm thuộc phân họ Arctiinae, họ Erebidae.